# Paul Pihlgard
Paul Pihlgard, född 1713 i Karlshamns församling, död 24 oktober 1775 i Karlskrona, var en svensk borgmästare, riksdagsledamot och politiker.

## Biografi
Paul Pihlgard föddes 1713 i Karlshamns församling och var son till rådmannen Gislo Pihlgard (död 1748) och Anna Schlyter. Han blev handelsman i i Karlskrona och 1757 handelsborgmästare i staden. Pihlgard fick 1772 titeln kommerseråd. Han avled 1775 i Karlskrona.
Pihlgard var riksdagsledamot för borgarståndet i Eksjö och Karlskrona vid riksdagen 1755–1756 och i Karlskrona vid riksdagen 1760–1762, riksdagen 1765–1766, riksdagen 1769–1770 och riksdagen 1771–1772. Han var medlem i Hattpartiet.

### Familj
Pihlgard gifte sig första gången med Rebecka Busch och andra gången 1744 med Regina Rejmers.